# Zale setipes
Zale setipes là một loài bướm đêm trong họ Erebidae.